# Solenodon arredondoi
A Solenodon arredondoi az emlősök (Mammalia) osztályának Eulipotyphla rendjébe, ezen belül a patkányvakondfélék (Solenodontidae) családjába tartozó kihalt faj.

## Tudnivalók
A Solenodon arredondoi egykoron annak a szigetnek a nyugati felén fordult elő, ahol manapság Kuba helyezkedik el. A megtalált maradványai alapján megtudtuk, hogy nagyobb volt, mint a ma még létező kubai patkányvakond (Solenodon cubanus).
Feltételezések szerint azután pusztult ki, miután a szigetre - a prekolumbiánus korban - megérkeztek az első emberek és az ő kutyáik.

### Fordítás
- Ez a szócikk részben vagy egészben  a   Giant solenodon című angol Wikipédia-szócikk ezen változatának fordításán alapul.  Az eredeti cikk szerkesztőit annak laptörténete sorolja fel. Ez a jelzés csupán a megfogalmazás eredetét és a szerzői jogokat jelzi, nem szolgál a cikkben szereplő információk forrásmegjelöléseként.